# Зелёный Сад (Ахтубинский район)
Зелёный Сад — посёлок в Ахтубинском районе Астраханской области, входит в состав муниципального образования «Посёлок Нижний Баскунчак».

## История
В 1969 г. указом президиума ВС РСФСР поселок опытной сельскохозяйственной станции Богдо переименован в Зелёный Сад.

## Население
| 2002 | 2010 |
| ---- | ---- |
| 17   | ↘4   |

Национальный и гендерный состав
По данным Всероссийской переписи, в 2010 году численность населения посёлка составляла 4 человека (2 мужчины и 2 женщины). Согласно результатам переписи 2002 года, в национальной структуре населения чеченцы составляли 75 %.